# 불설대보부모은중경 (충청북도의 유형문화재 제392호)
불설대보부모은중경(佛說大報父母恩重經)은 충청북도 청주시 흥덕구 청주고인쇄박물관에 있는 조선시대(1582년)의 불경이다. 2020년 3월 6일 충청북도의 유형문화재 제392호로 지정되었다.

## 지정 사유
한 없이 넓고 깊은 부모의 은혜를 비유를 들어 예찬하고, 그 은혜에 보답할 방법을 제시한 경전으로 '부모은중경' 또는 '은중경'이라고 줄여서 칭하기도 한다.
1582년 전라도 능성에 있는 쌍봉사(雙峰寺)에서 다시 새긴 판본으로 21장의 판화가 삽입되어 있는 한문본이다. 경전을 설법하게 되는 동기인 '삭은 뼈에 대해 예배'하는 장면과 '어머니가 잉태한 후 10개월간의 상태'를 설명하는 내용이 실려 있다는 점이 특징이다.

## 같이 보기
- 불설대보부모은중경

## 참고 문헌
- 불설대보부모은중경 - 국가유산청 국가유산포털